# Res gestae saxonicae sive annalium libri tres
Res gestae saxonicae sive annalium libri tres (Hechos de los sajones, o tres libros de anales) es una crónica alemana del siglo X escrita por Viduquindo de Corvey. Viduquindo, orgulloso de su pueblo e historia, inicia los anales con una breve sinopsis derivada de la historia tradicional oral de los sajones, no a partir de Roma como era habitual en la época. La brevedad de las citas hace difícil la interpretación de la obra. Viduquindo omite los eventos italianos en la cronología de Enrique I el Pajarero y nunca menciona a un papa.

## Manuscritos
La obra se compone de cinco manuscritos, uno de ellos apareció a principios del siglo XX. El contexto y fechas de las diferentes versiones han ocasionado mucha controversia. El trabajo se finalizó hacia 967 o 968 y se dedicó a Matilda, la hija más joven de Ottón I el Grande y por entonces la recién elegida abadesa de Quedlinburg. No obstante, en cuatro de los cinco manuscritos, la historia se amplía hasta 973 (con capítulos adicionales 70-6 del Libro III), o de Viduquindo o bien otro autor. Dado que su composición debió ser el resultado de un largo proceso, es probable que el trabajo original no corresponde al diseño de Viduquindo y, en consecuencia, tuvo que hacer ajustes para cuadrar otras necesidades. la dedicación no era originalmente parte del diseño del autor y que, en consecuencia, tuvo que hacer algunos ajustes para satisfacer otras necesidades. Se distinguen tres recensiones principales denominadas A, B y C:
- Recensión A. Finaliza en el Libro III, cap. 69, año 967/9.
  - MS A. MS J 38 (Sächsischen Landesbibliothek, Dresde). Fecha: 1200 x 1220.

- Recension B (continúa hasta 973)
  - MS B 1. MS Addit. 21109 (Biblioteca Británica, Londres), pp. 138–181.[1] Fecha: mediados del siglo XII.
  - MS B 2. Manuscrito perdido, antes depositado en el Monasterio Eberbach, Rheingau. Fecha: mediados del siglo XII. Su contenido pudo ser reconstruido basándose en una transcripción y de una edición oficial, ambas del siglo XVI:
    - B 2a. Clm 4029 (Bayerische Staatsbibliothek), una transcripción de Konrad Peutinger del siglo XVI.
    - B 2b. Martin Frecht (ed.), Witichindi Saxonis rerum ab Henrico et Ottone I impp. gestarum libri III [...], the editio princeps publicado en Basilea, 1532.[2]

- Recension C (también continúa hasta 973)
  - MS C 1. MS no. 298, f. 81-244 (Monasterio de Monte Casino). Fecha: siglo XI. Transcripción en Benevento, Ducado de Benevento.
  - MS C 2. MS Lat. oct. 198 (Berliner Staatsbibliothek), f. 1-39'. Fecha: siglo XIII. Donado a la biblioteca en 1909, se desconoce quién fue su anterior propietario.

## Contenido
Res gestae saxonicae sive annalium libri tres se compone de tres volúmenes:

### Libro I
Viduquindo de Corvey inicia su crónica con la caída de la dinastía germánica de Turingia. En su versión, Amalaberga es la hija de Huga, rey de los francos. Tras la muerte de Huga, su hijo Teodorico I (fruto de una relación con una concubina) es coronado rey pero Amalaberga convence a su marido, Hermanfredo, con ayuda del guerrero Iring, que ella es quien debería heredar el reino. Estalla la guerra, y tras el triunfo de los francos de Teodorico en el campo de batalla en Runibergun, los turingios retroceden hasta la fortaleza de Scithingi (hoy Burgscheidungen).
Los francos reciben ayuda de los recién llegados sajones que buscan un asentamiento, y desencadenan una sangrienta batalla en Scithingi. Tras la muerte de muchos guerreros, Irminfrid envía a Iring como mensajero a Teodorico para concertar la paz. Los reyes llegan a un acuerdo, matar a los sajones, pero ellos ya estaban advertidos y arrasan Scithingi durante la noche y matan a todos los adultos. Sólo Irminfrid y su familia logran escapar. Durante tres días los sajones celebran la victoria y regresan con Teodorico que les ofrece el país. 
Por orden de Teodorico, Iring convence a Irminfrid y regresa a la corte de los francos. Cuando Irminfrid se arrodilla frente a Teodorico, Iring lo asesina. Teodorico lo destierra, ya que por su acción se ha convertido en despreciable ante todos los hombres y no quiere ser partícipe del crimen. Iring anuncia que Teodorico pagará también por el crimen y vengar a su antiguo maestro, mata al rey y colo el cadáver de Irminfrid sobre el de Teodorico, por lo que él será victorioso en la muerte por lo menos y se va.
Viduquindo finaliza su relato dudando de la veracidad de los hechos, pero menciona que la Vía Láctea se la denomina la «calle de Iring» hasta aquel momento. Una alusión a la conversión cristiana de lo sajones bajo Carlomagno le lleva hasta los primeros duques sajones y detalles del reinado de Enrique I el Pajarero.

### Libro II
El segundo libro se inicia con la elección de Otón I del Sacro Imperio Romano Germánico como rey del imperio, amenaza de levantamientos contra su autoridad, omitiendo los hechos en Italia y acabando con la muerte de su esposa Edith de Wessex en 946. Dedica su obra a Matilda, hija de Otón I y abadesa de Quedlinburg, descendiente del caudillo sajón Viduquindo.

### Libro III
El libro relata la historia de Liudolfo de Suabia y la campaña del emperador Otón I sobre Franconia.

## Ediciones y traducciones
- Bauer, Albert and Reinhold Rau (eds and trs.). "Die Sachsengeschichte des Widukind von Korvei." In Quellen zur Geschichte der sächsischen Kaiserzeit. Freiherr-vom-Stein-Gedächtnisausgabe 8. Darmstadt, 1971 (5th print: 2002). 1-183. (alemán).
- Rotter, Ekkehart and Bernd Schneidmüller (eds. and trs.). Die Sachsengeschichte. Stuttgart: Reclam-Verlag, 1981. ISBN 3-15-007699-4. (alemán)
- Hirsch, Paul and H.-E. Lohmann (eds.), Die Sachsengeschichte des Widukind von Korvei. MGH Scriptores rerum Germanicarum in usum scholarum 60. Hanover, 1935. Available online from the Digital Monumenta Germaniae Historica
- Waitz, G. MGH Scriptores. Hanover and Berlin, 1826.
- Metelmann, Ernst (tr.). Chroniken des Mittelalters: Widukind, Otto von Freising, Helmold. Munich, 1964. introducción de Anton Ritthaler. (alemán)
- Wood, Raymond F. (tr.). "The three books of the deeds of the Saxons, by Widukind of Corvey, translated with introduction, notes, and bibliography." Dissertation. University of California, Los Angeles, 1949. (inglés)
- Schottin, Reinhold (tr.) and Wilhelm Wattenbach (intro.). Widukinds Sächsische Geschichten. Die Geschichtschreiber der deutschen Vorzeit 33. Berlín, 1852. (alemán)

## Otras fuentes (extractos)
- Althoff, Gerd. "Widukind von Corvey. Kronzeuge und Herausforderung." Frühmittelalterliche Studien 27 (1993): 253-72.
- Bagge, Sverre. Kings, Politics, and the Right Order of the World in German Historiography c. 950-1150. Studies in the History of Christian Traditions 103. Leiden et al.: Brill, 2002. Chapter 1.
- Beumann, Helmut. "Historiographische Konzeption und politische Ziele Widukinds von Corvey." In: La storiografia altomedievale (1970). 857-94.
- Vester, Helmut. "Widukind von Korvei - ein Beispiel zur Wirkungsgeschichte Sallusts." Altsprachlicher Unterricht 21.1 (1978): 5-22.